# 毕克官
毕克官（1931年2月10日—2013年12月1日），男，山东威海人，中国漫画家、美术史论学者、美术评论家、收藏家，中国艺术研究院研究员，中国美术家协会理事，第七、八、九届全国政协委员。